# Reich (Allemagne)
Pour les articles homonymes, voir Reich (homonymie).
Reich est une municipalité du Verbandsgemeinde Simmern, dans l'arrondissement de Rhin-Hunsrück, en Rhénanie-Palatinat, dans l'ouest de l'Allemagne.